# Мануйлово (Курганская область)
Мануйлово — деревня в Целинном муниципальном округе Курганской области России.

## География
Деревня находится на юго-западе Курганской области, в пределах юго-западной части Западно-Сибирской равнины, в лесостепной зоне, на левом берегу реки Чёрной, на расстоянии примерно 25 километров (по прямой) к юго-западу от села Целинного, административного центра округа. Абсолютная высота — 153 метра над уровнем моря.

### Климат
Климат характеризуется как резко континентальный, с холодной продолжительной малоснежной зимой и жарким сухим летом. Средняя продолжительность безморозного периода составляет 113 дней. Среднегодовое количество атмосферных осадков — 397мм.

### Часовой пояс
Деревня Мануйлово, как и вся Курганская область, находится в часовой зоне МСК+2. Смещение применяемого времени относительно UTC составляет +5:00.

## История
До 1917 года входила в состав Усть-Уйской волости Челябинского уезда Оренбургской губернии. По данным на 1926 год хутор Мануйловка состоял из 9 хозяйств. В административном отношении входил в состав Кислянского сельсовета Кочердыкского района Челябинского округа Уральской области.

## Население
| 1989 | 2002 | 2010 |
| ---- | ---- | ---- |
| 88   | ↗123 | ↘82  |

По данным переписи 1926 года на хуторе проживало 54 человека (24 мужчины и 30 женщин), в том числе: украинцы составляли 100 % населения.

### Гендерный состав
По данным Всероссийской переписи населения 2010 года в гендерной структуре населения мужчины составляли 53,7 %, женщины — соответственно 46,3 %.

### Национальный состав
Согласно результатам Всероссийской переписи населения 2002 года, в национальной структуре населения русские составляли 71 %.